# Pascal Cefran
Pascal Cefran est un animateur de radio français.
Spécialiste du rap français,, il est l'animateur principal du Mouv’ Rap Club sur Mouv'. Il réalise aussi des entretiens en tête à tête de personnalités du rap dans Face à Cefran.
Auparavant, il a été animateur sur la radio Générations et présentateur sur la chaîne M6 Music Black.
En 2020, il fait plusieurs apparitions dans la série Validé où il joue son propre rôle.